# Sanicula
Sanicula là chi thực vật có hoa trong họ Apiaceae.

## Các loài
- Sanicula arctopoides
- Sanicula arguta
- Sanicula astrantiifolia
- Sanicula azorica
- Sanicula bipinnata
- Sanicula bipinnatifida
- Sanicula caerulescens
- Sanicula canadensis
- Sanicula chinensis
- Sanicula crassicaulis
- Sanicula elata - Cần núi, sanh cần cao.
- Sanicula elongata
- Sanicula epipactis
- Sanicula europaea
- Sanicula floridana
- Sanicula giraldii
- Sanicula graveolens
- Sanicula gregaria
- Sanicula hacquetioides
- Sanicula hoffmannii
- Sanicula kauaiensis
- Sanicula laciniata
- Sanicula lamelligera
- Sanicula liberta
- Sanicula marilandica
- Sanicula maritima
- Sanicula odorata
- Sanicula orthacantha - Cần núi, sanh cần gai ngay.
- Sanicula oviformis
- Sanicula peckiana
- Sanicula pengshuiensis
- Sanicula petagnioides
- Sanicula purpurea
- Sanicula rubriflora
- Sanicula rugulosa
- Sanicula sandwicensis
- Sanicula saxatilis
- Sanicula serrata
- Sanicula smallii
- Sanicula tienmuensis
- Sanicula tienmusis
- Sanicula tracyi
- Sanicula trifoliata
- Sanicula tuberculata
- Sanicula tuberosa

## Hình ảnh

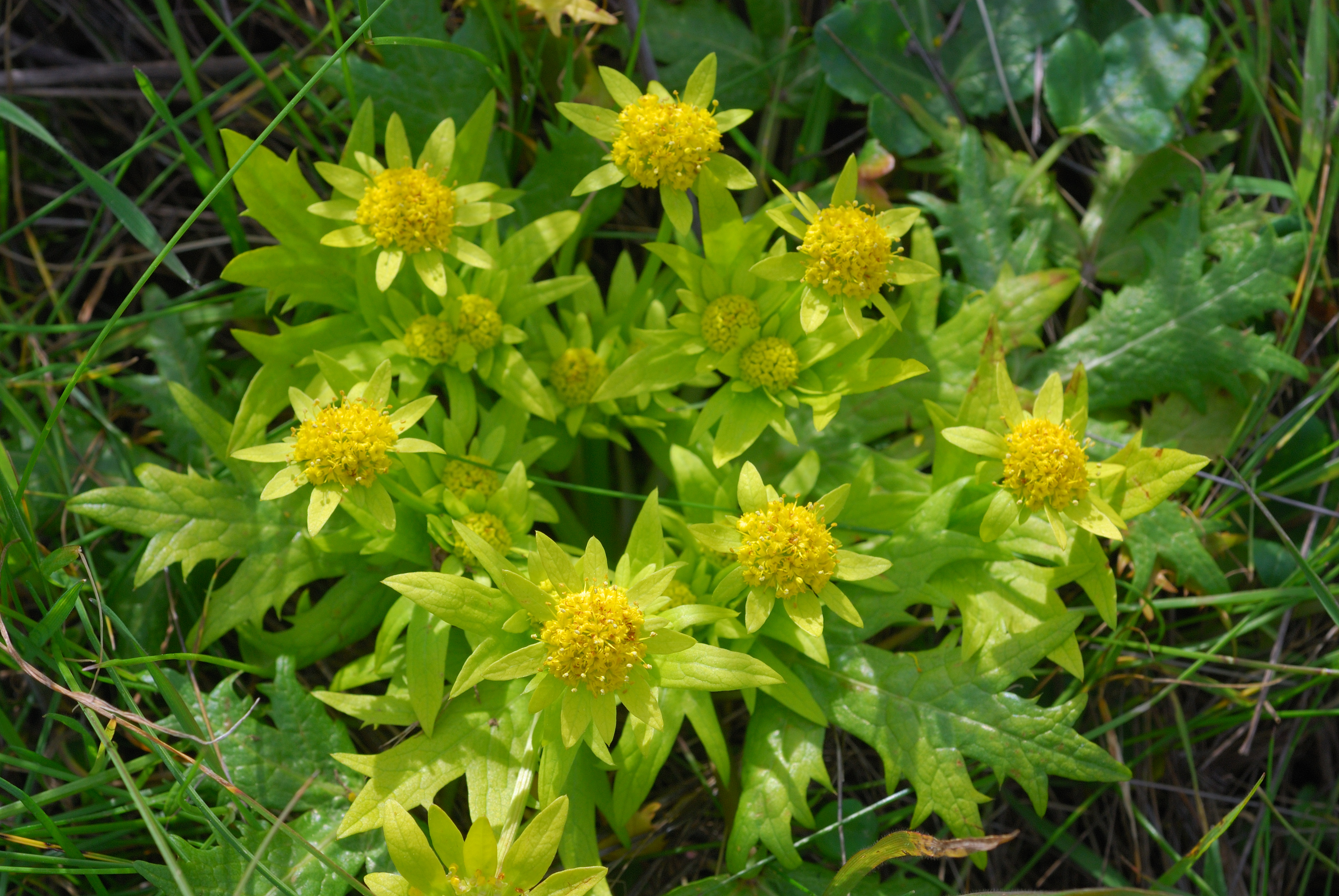
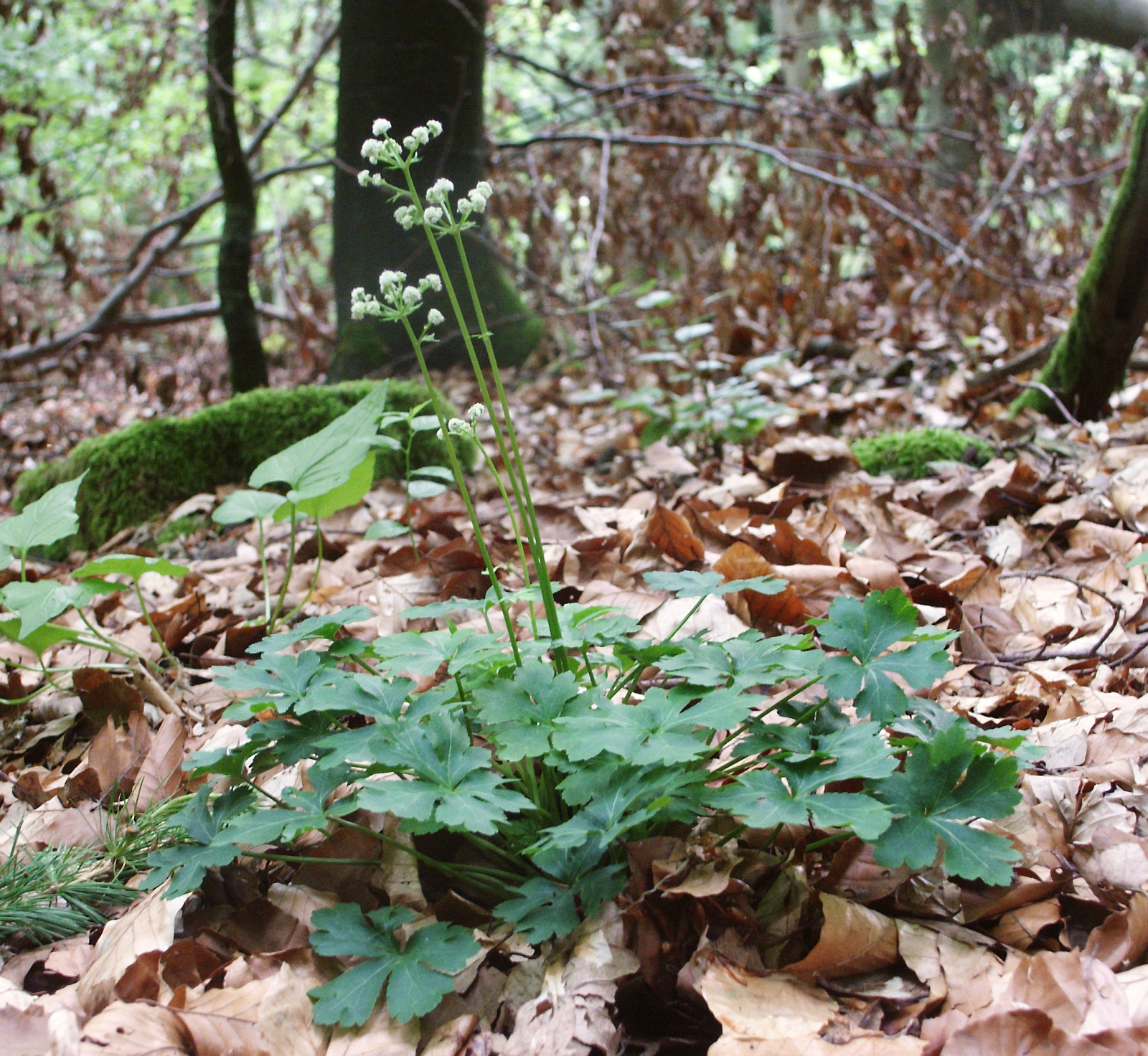
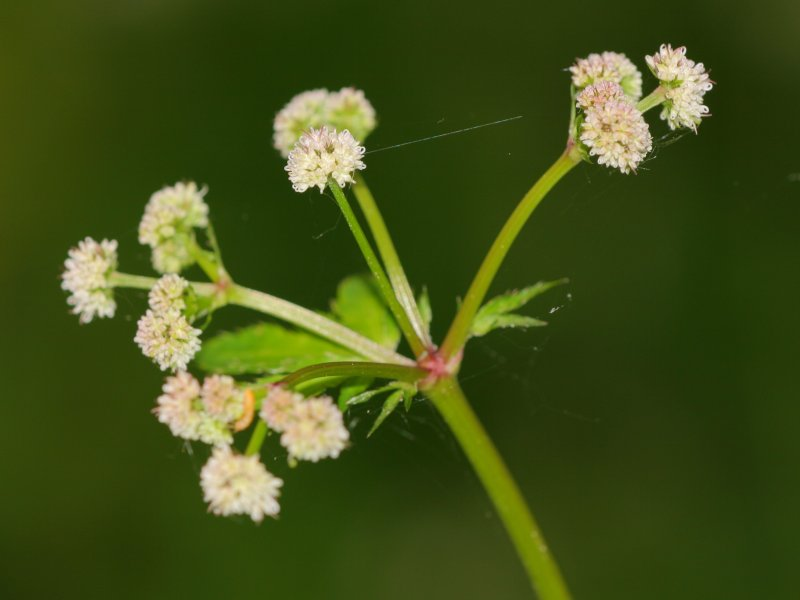